# William Hines
Pour les articles homonymes, voir Hines.
William M. Hines, né le 11 septembre 1916 et mort le 28 février 2005, est un journaliste américain. Selon la nécrologie du Washington Post, il est considéré comme « le parrain des reportages spatiaux de la NASA ». 

## Biographie
William Hines fréquente l'université d'arts libéraux Guilford College (en) mais part travailler pour le journal Chattanooga Times (en). Il sert comme premier lieutenant dans l'Armée de Terre des États-Unis pendant la Seconde Guerre mondiale. Il travaille brièvement au bureau d'information du Pentagone avant de rejoindre le Washington Star en tant que journaliste et devient plus tard rédacteur en chef de l'édition du dimanche. 
Sa couverture critique de l'incendie d'Apollo 1 en 1967 conduit à des réformes à la NASA. Ses reportages sur Washington le place sur la liste des opposants politiques de Nixon. 
Il quitte le Star en 1968 pour le Chicago Daily News et devient plus tard chef du bureau de Washington du Chicago Sun-Times . Il prend sa retraite du Sun-Times en 1989. 
William Hines meurt à 88 ans.